# 박석민
박석민(朴錫珉, 1985년 6월 22일 ~ )은 전 KBO 리그 NC 다이노스의 내야수, 지명타자이자 전 KBO 리그 두산 베어스  1군 타격코치이다.

## 선수 시절

### 삼성 라이온즈시절
대구고등학교를 졸업한 뒤 2004년에 1차 지명을 받아 입단했다. 데뷔 첫 해에는 그다지 주목받지 못했다.

### 상무 야구단시절
2005년 한국시리즈 후 입대해 군복무를 마쳤다.

### 삼성 라이온즈복귀
제대 후 2008년에 복귀해 채태인, 최형우와 함께 아기 사자 3인방으로 불리며 본격적으로 팀의 중심 타자가 됐다. 주로 3루수를 맡았으며 경우에 따라 1루수를 맡았다.
2009년 시즌부터 고질적인 왼손 중지 부상을 겪으며 부진이 길어졌지만 2010년 시즌까지 성적이 조금씩 향상됐다. 2011년 당시 감독으로 선임된 류중일의 공격 야구를 뒷받침하며 생애 첫 올스타에 선정됐다. 한화 이글스와의 경기에서 특히 강했다.
2014년에는 데뷔 후 첫 골든 글러브를 수상했다. 시즌 후 당시 같은 팀이었던 최형우의 다음으로 주장을 맡았다.
2015년 9월 20일 롯데 자이언츠전에서 KBO 리그 한 경기 최다 타점 신기록인 9타점을 기록했다.

### NC 다이노스시절

#### 2016년 시즌
2015년 시즌 후 FA를 선언했다. 우선 협상 기간 마감 전인 11월 28일 저녁 원 소속 구단 삼성 라이온즈와의 우선 협상이 최종 결렬됐고, 11월 30일 4년 96억원에 이적했다. 옵션 10억, 보장액 86억으로 당시 역대 FA 최대 금액이었다. 팀은 그를 영입해 핫 코너라 불리는 3루수 보강과 함께 기존 나성범-에릭 테임즈-이호준의 클린업 트리오와 함께 더욱 더 막강한 중심 타선을 구축했다.
12월 8일 KBO 골든글러브 3루수 부문을 수상했다.
5월 7일 LG 트윈스와의 경기에서 류제국을 상대로 역대 77번째 통산 네 자릿수 안타를 기록했다. 6월 8일 넥센 히어로즈와의 경기에서 역대 55번째 통산 600득점을 기록했다. 6월 9일 넥센 히어로즈와의 경기에서 선발 투수 박주현을 상대로 만루 홈런을 기록하며 9년 연속 두 자릿수 홈런을 기록했다.
7월 19일 SK 와이번스와의 경기에서 윤희상을 상대로 역대 39번째 700타점을 기록했다. 7월 30일 LG 트윈스와의 경기에서 소사를 상대로 역대 29번째 3년 연속 20홈런을 기록했다. 7월 31일에 LG 트윈스와의 경기에서 역대 4번째 150사구를 기록했다. 8월 23일 KIA 타이거즈와의 경기에서 김윤동을 상대로 역대 8번째 6년 연속 200루타를 달성했다. 10월 1일 롯데 자이언츠와의 경기에서 린드블럼을 상대로 통산 71번째 1100안타를 기록했다. 10월 5일 넥센 히어로즈와의 경기에서 양훈을 상대로 역대 60번째 30홈런-세 자릿수 타점을 기록했다.
시즌 3할대 타율, 131안타(32홈런), 104타점, 장타율 0.578, 출루율 0.404를 기록했다.

##### 2016년플레이오프
LG 트윈스와의 2차전에서 2점 홈런을 기록했고 4차전에서도 허프를 상대로 결승 홈런을 기록했다. 2, 4차전의 활약으로 플레이오프 MVP로 선정됐다.
4경기에서 타율 0.222, 2안타(2홈런), 3타점, 3득점을 기록했다.
- 기록

| 타율  | 경기 | 타수 | 득점 | 안타 | 2루타 | 3루타 | 홈런 | 타점 | 도루 | 도루 실패 | 볼넷 | 사사구 | 삼진 | 병살타 | 실책 | 비고 |
| ----- | ---- | ---- | ---- | ---- | ----- | ----- | ---- | ---- | ---- | --------- | ---- | ------ | ---- | ------ | ---- | ---- |
| 0.222 | 4    | 9    | 3    | 2    | 0     | 0     | 2    | 3    | 0    | 0         | 4    | 2      | 1    | 0      | 0    |      |

##### 2016년한국시리즈
안타를 단 한 개도 치지 못하며 부진했다.
- 기록

| 타율  | 경기 | 타수 | 득점 | 안타 | 2루타 | 3루타 | 홈런 | 타점 | 도루 | 도루 실패 | 볼넷 | 사사구 | 삼진 | 병살타 | 실책 | 비고 |
| ----- | ---- | ---- | ---- | ---- | ----- | ----- | ---- | ---- | ---- | --------- | ---- | ------ | ---- | ------ | ---- | ---- |
| 0.000 | 4    | 13   | 0    | 0    | 0     | 0     | 0    | 0    | 0    | 0         | 3    | 0      | 3    | 1      | 0    |      |

#### 2017년시즌
이종욱의 뒤를 이어 팀의 4번째 주장으로 임명됐다. 시즌 중 부담감을 덜기 위해 손시헌에게 주장직을 넘겼다.
시즌 101경기에 출전해 2할대 타율, 78안타(14홈런), 56타점, 장타율 0.423, 출루율 0.369를 기록했다.

##### 2017년와일드카드 결정전
SK 와이번스와의 1차전에서 4타수 2안타(1홈런), 2타점으로 맹활약했다. 팀은 SK 와이번스를 꺾고 준플레이오프에 진출했다.

##### 2017년준플레이오프
롯데 자이언츠와의 3경기에 출전해 1안타를 기록했다.

##### 2017년플레이오프
1경기에 출전했다.

#### 2018년시즌
시즌 중 김경문이 감독에서 경질되고 유영준 감독 대행 체제로 변화하며 손시헌의 뒤를 이어 팀의 6번째 주장으로 선임됐다.

#### 2019년시즌
7월 12일 kt전에서 라울 알칸타라를 상대로 역대 26번째 통산 900타점을 기록했다.
시즌 112경기에 출전해 2할대 타율, 96안타, 19홈런, 74타점을 기록했다.
시즌 후 FA 자격을 취득해 2+1년 총액 34억원에 잔류했다.

#### 2020년시즌
7월 5일 KIA 타이거즈와의 경기에서 통산 1400안타를 기록했다. 시즌 123경기에 출전해 3할대 타율, 109안타, 75볼넷, 출루율 0.436을 기록했다.
시즌 후 출루율상을 수상했다. "출루율상을 받을 수 있어 기분이 좋다. 안타와 홈런, 타점처럼 눈에 띄는 기록은 아니지만 개인적으로 프로 첫 타이틀이라 영광이고 뜻깊다. 팀 동료들에게도 감사하다. 내년에도 이 자리에 설 수 있도록 최선을 다하겠다"고 말했다. 2016년부터 5년간 8억원을 기부해 '2020 사랑의 골든글러브상 수상자'로 선정됐다.

##### 2020년한국시리즈
5경기에 출전해 13타수 4안타, 타율 0.231, 2타점, 4득점을 기록했다.
- 기록

| 0.231 | 5 | 13 | 4 | 3 | 1 | 0 | 0 | 4 | 2 | 0 | 0 | 3 | 1 | 2 | 0 | 0.308 | 0.389 | 2 |  |

#### 2021년시즌
6월 6일 한화 이글스와의 경기에서 정우람을 상대로 KBO 리그 역대 6번째 14년 연속 두 자릿수 홈런을 기록했다.
시즌 59경기에 출전해 2할대 타율, 44안타(10홈런), 41타점, 장타율 0.480, 출루율 0.361을 기록했다.

#### 2022년시즌
2020년 FA 때 2+1년 옵션으로 인해 자동으로 1년 연장 계약 옵션이 실행됐다.

#### 2023년시즌
6월 16일 KIA 타이거즈와의 경기에서 KBO 리그 역대 2번째 210사구를 기록했다. 2023년 시즌 종료 후 은퇴했다.

## 등번호
- '65' (2004년, 삼성 라이온즈)
- '35' (2005년, 삼성 라이온즈)
- '8' (2008년 ~ 2010년, 삼성 라이온즈)
- '18' (2011년 ~ 2015년, 삼성 라이온즈 / 2016년 ~ 2023년, NC 다이노스)
- '108' (2024년, 요미우리 자이언츠 육성군 코치)
- '81' (2025년, 두산 베어스 1군 타격코치)

## 경력

### 수상
- 2016년 플레이오프 MVP
- 2020년 사랑의 골든글러브상

### 국가대표
- 2003년 아시아 청소년 야구 선수권 대회
- 2017년 WBC

## 별명
- 그가 입단한 첫 해에 삼성 라이온즈의 재일 교포 내야수 고지행이 그를 부를 때 "석민"을 "속닌"이라 발음해 '박속닌'이라고 불린다. 이는 고지행이 한국어가 서툴러 생긴 별명이다.박석민 본인 스스로도 가끔 자신을 박속닌이라고 부를 때가 있다고 한다.[출처 필요]
- 2008년에 부풀린 파마와 특이한 외모와 살이 많은 거구 탓에 팬들로부터 '브로콜리 돼지'의 줄임말인 '브콜돼'라고 불렸다.[26]

## 에피소드
- 2008년 준플레이오프 1차전에서 5타수 4안타를 기록하며 1차전 MVP 선수로 선정됐고 MVP 상금으로 100만원을 받았다. 경기 후 기자들이 상금을 어떻게 쓰겠냐는 질문을 하자 "용돈으로 쓰겠다"라고 대답했다. 그는 "내 통장에 5,400원 밖에 없어서"라며 핑계를 댔다.[27]
- 그는 몸에 맞는 볼과 관련한 해프닝 직후 홈런을 친 일이 두 번이나 있었다. 2009년 6월 24일 한화전에서 상대 투수 브래드 토머스가 던진 볼이 그의 오른쪽 발 쪽으로 날아왔고, 그는 그 순간 볼이 자신의 발등에 맞았다며 1루에 출루했다. 그러나 실제로 볼은 몸에 맞지 않았다. 실제 볼은 포수 옆 그라운드를 맞고 한화 이글스의 포수였던 신경현의 목으로 튀었다. 이에 한화 이글스 코칭 스태프가 심판에게 항의했고 결국 볼 카운트에 볼 하나가 늘어난 것으로 정정했다. 다시 타석으로 돌아와 브래드 토머스를 상대로 솔로 홈런을 기록했다.

2번째는 2009년 8월 16일 KIA전에서 KIA 타이거즈 투수 곽정철이 그의 몸 쪽으로 볼을 던졌는데 이 볼이 그의 팔꿈치 쪽으로 날아왔다. 그는 볼이 자신의 팔꿈치 보호대 부분에 맞았다고 심판에게 이야기했으나 받아들여지지 않았다. 실제로 이 볼은 팔꿈치에 맞지 않고 포수 뒤로 빠져 나갔다. 다시 타석으로 돌아온 그는 곽정철을 상대로 솔로 홈런을 기록했다.
이 일화는 2009년 12월 25일 MBC ESPN이 방송한 《프로 야구 결산 특집 - 야구는 야구다》의 코미디 에피소드 부분에서 〈소탐대득 - 작은 것(몸에 맞는 볼)을 탐하다가 큰 것(홈런)을 얻게 됨〉이라는 제목으로 방영됐다.
- 2010년 삼성과 두산의 플레이오프 5차전 연장전에서 주자 만루 상황에서 풀 카운트까지 가는 접전을 펼쳤는데 당시 두산 베어스의 투수였던 임태훈이 그 상황에서 다음 볼을 던지자 그는 이를 그대로 받아쳤다. 그러나 빗맞은 땅볼 타구였고, 그 때 유격수였던 손시헌이 달려오고 있었다. 손시헌이 러닝 캐치를 시도하다가 공이 글러브에 맞고 튀며 1루에 송구하지 못했고 3루 주자 김상수가 득점하며 삼성 라이온즈가 5차전에서 승리했다. 한편 손시헌은 이 실책으로 큰 비난을 받았다. 이 때 그는 헤드 퍼스트 슬라이딩을 했으나 3루 주자 김상수에게 관심이 쏠려 있어 아무도 보지 못했다고 한다.

## 논란
- 2021년 7월 6일 호텔리베라 청담에서 그와 이명기, 권희동, 박민우, 여성 2명과 코로나19 방역 수칙을 위반한 채 사적 모임을 가졌다. 이 중 여성 1명이 코로나19에 감염됐으며 박민우를 제외하고 그를 포함한 3명의 선수가 코로나19 확진 판정을 받았다. 이로 인해 리그가 중단됐으며 강남구청은 확진자 5명을 경찰에 수사의뢰했다.[28] 7월 16일 상벌위원회 결과 그와 이명기, 권희동, 박민우는 72경기 출장 정지 및 벌금 1,000만원의 징계를 받았다.[29]

## 트리비아
- 2010년 3월 25일 대구도시철도공사의 홍보 대사로 위촉됐다.[30]
- 2010년 시즌 후 18번을 달고 있었던 투수 정홍준이 방출되자 대구고등학교 시절 달았던 18번을 되찾았다.[31]

## 배우자
- '이은정' (2009년 ~ 현재)

## 출신 학교
- 율하초등학교
- 경복중학교
- 대구고등학교

## 주요 기록
| 기록          | 날짜            | 소속팀 | 상대팀 | 상대투수 | 구장 | 이전 기록 | 기타        |
| ------------- | --------------- | ------ | ------ | -------- | ---- | --------- | ----------- |
| 통산 1안타    | 2004년 5월 20일 | 삼성   | KIA    |          | 대구 |           |             |
| 통산 1000안타 | 2016년 5월 7일  | NC     | LG     | 류제국   | 마산 | 손시헌    | 역대 77번째 |
| 통산 1100안타 | 2016년 10월 1일 | NC     | 롯데   | 린드블럼 | 사직 | 최준석    | 역대 71번째 |
| 통산 1400안타 | 2020년 7월 5일  | NC     | KIA    | 전상현   | 창원 |           |             |

| 기록         | 날짜            | 소속팀 | 상대팀 | 상대투수 | 구장 | 이전 기록 | 기타        |
| ------------ | --------------- | ------ | ------ | -------- | ---- | --------- | ----------- |
| 통산 700타점 | 2016년 7월 19일 | NC     | SK     | 윤희상   | 마산 | 최정      | 역대 39번째 |
| 통산 800타점 |                 | NC     |        |          |      |           |             |
| 통산 900타점 | 2019년 7월 12일 | NC     | kt     | 알칸타라 | 창원 | 김현수    | 역대 26번째 |

| 기록         | 날짜           | 소속팀 | 상대팀 | 상대투수 | 구장 | 이전 기록 | 기타        |
| ------------ | -------------- | ------ | ------ | -------- | ---- | --------- | ----------- |
| 통산 600득점 | 2016년 6월 8일 | NC     | 넥센   | 금민철   | 마산 | 최형우    | 역대 55번째 |

| 기록             | 날짜            | 소속팀 | 상대팀 | 상대투수 | 구장 | 이전 기록 | 기타       |
| ---------------- | --------------- | ------ | ------ | -------- | ---- | --------- | ---------- |
| 6년 연속 200루타 | 2016년 8월 23일 | NC     | KIA    | 김윤동   | 마산 | 이대호    | 역대 8번째 |

| 기록         | 날짜            | 소속팀 | 상대팀 | 상대투수 | 구장 | 이전 기록 | 기타       |
| ------------ | --------------- | ------ | ------ | -------- | ---- | --------- | ---------- |
| 통산 150사구 | 2016년 7월 31일 | NC     | LG     | 김지용   | 마산 | 최정      | 역대 4번째 |
| 통산 210사구 | 2023년 6월 16일 | NC     | KIA    | 김유신   | 광주 | 최정      | 역대 2번째 |

| 기록                     | 날짜            | 소속팀 | 상대팀 | 상대투수  | 구장 | 이전 기록 | 기타        |
| ------------------------ | --------------- | ------ | ------ | --------- | ---- | --------- | ----------- |
| 10년 연속 두 자릿수 홈런 | 2017년 8월 9일  | NC     | SK     | 임준혁    | 문학 | 최형우    | 역대 11번째 |
| 3년 연속 20홈런          | 2016년 7월 30일 | NC     | LG     | 헨리 소사 | 마산 | 테임즈    | 역대 29번째 |
| 시즌 30홈런-100타점      | 2016년 10월 5일 | NC     | 넥센   | 양훈      | 마산 | 최형우    | 역대 60번째 |
| 14년 연속 두 자릿수 홈런 | 2021년 6월 6일  | NC     | 한화   | 정우람    | 창원 | 최정      | 역대 6번째  |

## 통산 기록
| 연도 | 팀명   | 타율  | 경기 | 타수 | 득점 | 안타 | 2루타 | 3루타 | 홈런 | 루타 | 타점 | 도루 | 도실 | 볼넷 | 사구 | 삼진 | 병살 | 실책 |
| ---- | ------ | ----- | ---- | ---- | ---- | ---- | ----- | ----- | ---- | ---- | ---- | ---- | ---- | ---- | ---- | ---- | ---- | ---- |
| 2004 | 삼성   | 0.103 | 23   | 29   | 2    | 3    | 1     | 0     | 1    | 7    | 3    | 0    | 0    | 2    | 1    | 7    | 3    | 1    |
| 2005 | 삼성   | 0.198 | 52   | 81   | 7    | 16   | 3     | 1     | 0    | 21   | 4    | 1    | 0    | 7    | 3    | 13   | 3    | 3    |
| 2008 | 삼성   | 0.279 | 126  | 416  | 65   | 116  | 27    | 1     | 14   | 187  | 64   | 2    | 3    | 61   | 12   | 84   | 15   | 18   |
| 2009 | 삼성   | 0.285 | 97   | 295  | 63   | 84   | 17    | 0     | 24   | 173  | 62   | 0    | 0    | 54   | 17   | 66   | 5    | 6    |
| 2010 | 삼성   | 0.303 | 112  | 356  | 58   | 108  | 18    | 0     | 15   | 171  | 64   | 3    | 2    | 76   | 15   | 84   | 14   | 7    |
| 2011 | 삼성   | 0.278 | 128  | 457  | 74   | 127  | 24    | 3     | 15   | 202  | 86   | 3    | 1    | 59   | 13   | 105  | 13   | 13   |
| 2012 | 삼성   | 0.312 | 127  | 443  | 79   | 138  | 19    | 3     | 23   | 232  | 91   | 2    | 3    | 72   | 27   | 83   | 8    | 12   |
| 2013 | 삼성   | 0.318 | 117  | 396  | 61   | 126  | 24    | 0     | 18   | 204  | 76   | 4    | 2    | 54   | 21   | 73   | 13   | 10   |
| 2014 | 삼성   | 0.315 | 110  | 356  | 77   | 112  | 21    | 0     | 27   | 214  | 72   | 0    | 1    | 54   | 12   | 62   | 12   | 12   |
| 2015 | 삼성   | 0.321 | 135  | 448  | 90   | 144  | 25    | 0     | 26   | 247  | 104  | 2    | 0    | 56   | 16   | 95   | 18   | 15   |
| 2016 | NC     | 0.307 | 126  | 427  | 77   | 131  | 20    | 0     | 32   | 247  | 104  | 2    | 0    | 56   | 16   | 95   | 18   | 15   |
| 2017 | NC     | 0.245 | 101  | 319  | 43   | 78   | 15    | 0     | 14   | 135  | 56   | 1    | 2    | 50   | 13   | 92   | 17   | 9    |
| 2018 | NC     | 0.255 | 103  | 318  | 40   | 81   | 14    | 1     | 16   | 145  | 55   | 1    | 0    | 39   | 15   | 80   | 11   | 4    |
| 2019 | NC     | 0.267 | 112  | 360  | 49   | 96   | 17    | 1     | 19   | 172  | 74   | 1    | 2    | 65   | 12   | 69   | 17   | 11   |
| 2020 | NC     | 0.306 | 123  | 356  | 58   | 109  | 15    | 0     | 14   | 166  | 63   | 0    | 1    | 75   | 10   | 62   | 11   | 14   |
| 2021 | NC     | 0.257 | 59   | 171  | 27   | 44   | 8     | 0     | 10   | 82   | 41   | 0    | 0    | 27   | 2    | 43   | 8    | 8    |
| 2022 | NC     | 0.149 | 16   | 47   | 3    | 7    | 2     | 0     | 0    | 9    | 2    | 0    | 0    | 9    | 1    | 8    | 3    | 2    |
| 2023 | NC     | 0.193 | 30   | 88   | 9    | 17   | 1     | 0     | 1    | 21   | 8    | 0    | 0    | 14   | 3    | 22   | 4    | 3    |
| 통산 | 18시즌 | 0.287 | 1697 | 5363 | 882  | 1537 | 271   | 10    | 269  | 2635 | 1041 | 23   | 17   | 857  | 212  | 1145 | 188  | 162  |